# Kōichi Nakano
Kōichi Nakano (en japonès: 中野浩, Kurume, Fukuoka, 14 de novembre de 1955) va ser un ciclista japonès, gran dominador de la velocitat en pista. Va aconseguir deu medalles d'or seguides en els Campionats del món de l'especialitat, una estadística que cap ciclista ha pogut igualar.

## Palmarès
- 1977
  -  Campió del món de Velocitat
- 1978
  -  Campió del món de Velocitat
- 1979
  -  Campió del món de Velocitat
- 1980
  -  Campió del món de Velocitat
- 1981
  -  Campió del món de Velocitat
  - 1r al Gran Premi de Copenhaguen
- 1982
  -  Campió del món de Velocitat
- 1983
  -  Campió del món de Velocitat
- 1984
  -  Campió del món de Velocitat
- 1985
  -  Campió del món de Velocitat
- 1986
  -  Campió del món de Velocitat